# 조계룡
조계룡(曺繼龍)은 신라 진평왕(晉平王) 대에 한림학사 이광옥(李光玉)의 딸 예향 사이에서 태어난 창녕 조씨의 시조이다.

## 출생
조계룡은 신라 제 26대 왕 진평왕의 사위라고 전해지고 창녕조씨 득성에 대해서는 다음과 같은 설화가 전래 되어 온다.
한림학사 이광옥의 딸 예향은 창녕현 고암촌 태생으로 그녀가 성장해 혼기에 이르렀을 때 복중에 병이 생겨 화왕산 용지에서 목욕제계를 하고 기도를 드리니 병이 완쾌 되었고, 몸에는 태기가 있었다. 어느 날 밤 꿈에 한 남자가 나타나 “이 아이의 아버지는 용의 아들 옥결이다. 잘 기르면 자라서 경상이 될 것이고 자손만대 번영이 있을 것이다”라고 말하며 사라졌다. 그 후 여러 달이 흘러 진평왕 48년 (626)에 아들이 태어났는데 용모가 준수하고 겨드랑이 밑에 조 자가 붉게 씌여져 있었다. 이를 이상하게 여긴 학사는 이것을 왕에게 알리니 왕도 신기해 하며 성은 조, 이름은 계룡, 자는 인경이라 하사 하였다고 한다.
시간이 흘러 진평왕이 그를 부마로 삼음으로써 창성부원군에 봉해지고 벼슬이 보국대장군 상주국대도독 총지휘제군사 금자광록대부 태자태사에 이르렀다.

## 의문
그러나 조씨 성을 가진 인물에 대해서는, 삼국사기 삼국유사와 심지어 필사본 화랑세기 까지 어디에도 등장하지 않는다. 진평왕의 부마라고 하지만 실제 어떤 공주와 결혼 하였는지는 자세히 알려지지 않았다. 진평왕의 딸은 선덕여왕,천명공주,선화공주 세 딸이 있는 것으로 알려져 있으며, 천명공주는 김용수에게,선화공주는 백제 무왕에게 시집을 갔다고 한다. 선덕여왕의 경우 삼국유사와 화랑세기에서 남편이 여럿 있었다고 기록 되어있다. 애당초 상주(尙州)라는 지명도 통일신라 경덕왕 시기에 개칭된 것이다.
또 실제 신라에서는 부원군이란 작호는 없었으며 조계종이가 받은 작위와 관직은 모두 고려의 관직명에 가깝다. 또한 그의 외조부 이광옥이 한림대의 직위를 역임 한 것으로 보이는데, 한림학사의 본명칭인 통문박사가 한림대로 개칭 된 것이 이광옥이 살던 시대의 후대인 경덕왕 때였던 것으로 보아, 아마도 기록을 모으는 과정에서 혼선이 빚어진 것으로 보인다.